# Hard to Kill (2023)
Pour les articles homonymes, voir Hard to Kill.
Hard to Kill (2023) est un évènement de catch professionnel produit par la fédération américaine Impact Wrestling. Il se déroulera le 13 janvier 2023 au Center Stage à Atlanta en Géorgie. Il s'agit du quatrième évènement de la chronologie des Hard to Kill.

## Contexte
Cet événement de catch professionnel présente différents matchs impliquant des catcheurs heel (méchant) et face (gentil), ils combattent sous un script écrit à l'avance.

## Tableau des matches
| Ordre par numéros | Résultat | Stipulation(s)                                                                  | Temps |
| --- | --- | ------------------------------------------------------------------------------- | ----- |
| 1P | Kushida bat Angels, Delirious, Mike Bailey, Mike Jackson et Yuya Uemura | Six-way match                                                                   | 7:29  |
| 2P | Trey Miguel (c) bat Black Taurus | Match simple pour le Impact X Division Championship                             | 10:15 |
| 3 | Josh Alexander (c) bat Bully Ray | Full Metal Mayhem Match pour le Impact World Championship                       | 17:01 |
| 4 | Motor City Machine Guns (Alex Shelley et Chris Sabin) (c) battent Bullet Club (Ace Austin et Chris Bey), Heath et Rhino et The Major Players (Brian Myers et Matt Cardona) | Four-way Elimination Tag Team match pour les Impact World Tag Team Championship | 13:13 |
| 5 | Joe Hendry (c) bat Moose | Match simple pour le Impact Digital Media Championship                          | 11:52 |
| 6 | Masha Slamovich bat Deonna Purrazzo, Killer Kelly et Taylor Wilde | Fatal 4 Way match pour devenir aspirante au Impact Knockouts Championship       | 8:36  |
| 7 | Steve Maclin bat Rich Swann | Falls Count Anywhere match                                                      | 11:41 |
| 8 | Eddie Edwards bat Jonathan Gresham | Match simple                                                                    | 18:52 |
| 9 | Mickie James bat Jordynne Grace (c) | Match simple pour le Impact Knockouts Championship                              | 19:23 |
| La lettre C placée entre parenthèses désigne la personne ou l’équipe championne en titre. P – indique que le match a eu lieu lors du pré-show | |                                                                                 |       |